# Vindlandet (Naruto)
Vindlandet (風の国 Kaze no Kuni) är en geografisk enhet i anime- och mangaserien Naruto. Landet har ett väldigt torrt och blåsigt klimat, och är därför täckt av stora öknar. Sandstormar förekommer ofta.
Vindlandet är Sunagakures hemland och har oftast varit ett land som hållit sig utanför politik förutom på senare tid. Vindlandet har deklarerat fred tillsammans med Eldlandet. En gång i tiden var landet med i en konspiration tillsammans med Otogakure i en attack mot Konohagakure för att förinta byn. Ninjorna i Sunagakure använder sig oftast av vind och sandtekniker.

## Sunagakure
Sunagakure (砂隠れの里 Sunagakure no Sato, bokst. "By gömd bland sand" eller "By gömd i sanden") är en av de fem stora ninjabyarna, vilket även betyder att det är en av de fem byarna med en Kage som ledare, även känd som Kazekage. Eftersom landets militärstyrka skalades ner av landets feodalherre insåg den Fjärde Kazekagen att man var tvungen att öka var enskild ninjas egenskaper och talanger, vilket Gaara är ett resultat av.
Med tiden började feodalherren skicka uppdrag åt Konoha som han egentligen skulle skicka till Sunagakure. Han började också skära ner på Sunagakures budget. Den Fjärde Kazekagen insåg att om han inte gjorde något åt saken skulle byn snart försvinna, därför allierade han sig med Otogakure i ett försök för att förinta Konoha så att feodalherren skulle återuppta landets militära styrka och börja skicka uppdrag till Sunagakure istället. Tack vare attackens misslyckande och den Fjärde Kazekagens död, orsakad av förräderi från Otogakures sida, gick Sunagakure återigen in i en allians med Konoha, och Gaara blev snart byns Femte Kazekage.

## Vindlandets daimyo
- Ålder: 46
- Höjd: 168 cm
- Vikt: 68 kg
- Födelsedag: 5 november
- Blodgrupp: B

Vindlandets daimyo (風の国の大名 Kaze no Kuni no Daimyō) är den person som är ansvarig för landets budget och han var även den som skar ner på Sunagakures budget vilket ledde till attacken mot Konohagakure.

## Jounin

### Baki
- Ålder: 30
- Rank: Jonin
- Höjd: 188.2 cm
- Vikt: 80 kg
- Födelsedag: 4 juli
- Blodgrupp: A
- Seiyu: Jouji Nakata
- Speciella förmågor: Blade of Wind

Baki (バキ) var Gaara, Temari och Kankuros sensei. Han oroar sig ständigt för Gaaras psykiska stabilitet och hans kontroll över Shukakun. Han mördade även en person som ertappades med att tjuvlyssna på Sunagakures planer på att attackera Konoha, för att visa sin lojalitet och få förtroende från Otogakure. När Baki insåg att Orochimaru hade förrått hela Sunagakure blev han en bättre person efter attacken, och det är mycket möjligt att han ångrar att han deltog i den.
I Del II av Naruto verkar det som att Baki är en av Sunagakures rådgivare.

### Temari
Huvudartikel: Temari

### Kankuro
Huvudartikel: Kankuro

### Yura
Huvudartikel: Yura